# Арджуна-Драйв
Арджуна-Драйв — второй альбом советской экспериментальной рок-группы «Цыганята и Я с Ильича». Был записан и неофициально выпущен в 1990 году, переиздавался в 2007 году.
В 2007 году альбом был переиздан лейблом «Rebel Records» как часть двойного альбома «Цыганят», в который вошли «Гаубицы лейтенанта Гурубы» и «Арджуна-Драйв». В основу обложки альбома легли художественные коллажи авторства Олега Судакова «Соблазнительное опустошение плоти» и «На каждый следующий год».

## История альбома
Согласно придуманной концепции Олега Судакова («Манагера»), второй альбом «Цыганят...» должен был вызвать у слушателя состояние ступора и недоумения, в то время как предыдущий альбом «Гаубицы лейтенанта Гурубы» должен был вызвать состояние шока. Таким образом альбомы представляют собой аналог Божественной комедии Данте: первый альбом был своего рода «Адом», а второй — «Чистилищем» для слушателя. По идее должен был выйти и третий альбом группы, который должен был символизировать «Рай», однако, третий альбом вышел гораздо позже (в 2021 году).
На концерте 5 января 1990 года в Иркутске (запись концерта стала основой для акустического концертного альбома Манагера «Бхаведанта») Судаков признался, что заглавная песня альбома появилась после его общения с кришнаитами. Так, сама песня «Арджуна-драйв» была исполнена на санскрите под звуки ударных.
Песня «Плакальщики» обсуждалась Манагером в записи интервью для Егора Летова «Разговор, которого не было» в 1990 году, где Судаков признался, что придумал данную композицию после смерти Евгения Лищенко.
В отличие от предыдущего альбома, наполненного экспериментальными композициями вкупе с хардкор-панком, в альбоме «Арджуна-драйв» почти нет музыки и песен. Автором почти всех произведений является Манагер.

## Список композиций
Все тексты написаны написаны Олегом Судаковым, кроме № 8 —  её написал Василий Лебедев-Кумач.
| №   | Название            | Текст песни     | Музыка                  | Длительность |
| --- | ------------------- | --------------- | ----------------------- | ------------ |
| 1.  | «Кукольные шашни»   | -               | Летов, Кузя УО          | 1:54         |
| 2.  | «Папа Римский»      | Манагер         | Манагер                 | 2:07         |
| 3.  | «Не поймаешь!»      | Манагер         | —                       | 1:04         |
| 4.  | «Конявая бузина»    | Манагер         | Манагер                 | 4:19         |
| 5.  | «Плиз-сэнкью»       | Манагер         | Манагер                 | 2:40         |
| 6.  | «Товарищ Каганович» | Манагер         | —                       | 3:15         |
| 7.  | «Подлежатить»       | Манагер         | Манагер                 | 2:23         |
| 8.  | «Весёлый ветер»     | В.Лебедев-Кумач | И.Дунаевский            | 2:57         |
| 9.  | «Мы могли бы»       | Манагер         | Манагер, Летов          | 2:17         |
| 10. | «Плакальщики»       | Манагер         | —                       | 3:14         |
| 11. | «Зевочки»           | -               | Манагер, Кузя УО, Летов | 5:11         |
| 12. | «Арджуна-Драйв»     | Манагер         | Манагер                 | 1:29         |

В переиздание альбома вошли альтернативные и полные версии (неудачные дубли, первоначальные варианты) песен с предыдущего альбома.

## Участники записи
- Олег Судаков — вокал, акустическая гитара
- Егор Летов — бэк-вокал, бас, ударные, металлофон, лампочка, переговорное устройство УПГ, запись, сведение
- Константин Рябинов — бэк-вокал, смычок, ударные, саксофон, гитара
- Аркадий Климкин – ударные (в бонусах)